# Loïc Kerbiriou
Loïc Kerbiriou, né le 7 mars 1949 à Brest, est un footballeur français. Il évolue au poste de défenseur dans les années 1970, principalement au Stade rennais, mais aussi dans d'autres clubs bretons.

## Biographie
Né en mars 1949 à Brest, dans le Finistère, Loïc Kerbiriou débute au football comme défenseur à l'Association sportive brestoise. Il y joue jusqu'en 1968, date à laquelle il rejoint Rennes pour y faire ses études supérieures. Il intègre alors la section amateur du Stade rennais alors qu'il se prépare à exercer le métier de professeur d'éducation physique et sportive. Durant quatre ans, il fait cependant quelques petites apparitions dans l'équipe fanion rennaise en Division 1, avec comme entraîneur Jean Prouff.
Devenu professionnel en 1972, il devient titulaire avec le Stade rennais l'année suivante en défense centrale. En trois ans, il joue plus de quatre-vingt matchs avec l'équipe première rennaise en Division 1 ou en Coupe de France. En 1975, il est finalement chassé du club par son président Bernard Lemoux, en même temps que Raymond Keruzoré et Yves Le Floch. Keruzoré comme Kerbiriou sont mis à l'écart du reste du groupe professionnel, avec qui ils entretiennent des relations conflictuelles. Alors que Keruzoré part à Laval, Kerbiriou rejoint lui les Cormorans sportifs de Penmarc'h, une équipe finistérienne qui évolue alors en Division 3. Il y reste durant deux saisons.
En 1977, Kerbiriou quitte Penmarc'h pour retourner à Brest où il joue durant une saison avec le Stade brestois en Division 2. Il y dispute une trentaine de match durant la saison et marque un but. Trois ans après son départ précipité, il revient au Stade rennais, dont est parti le président Lemoux. Le club est alors descendu en D2 et Kerbiriou n'est pas titulaire, devancé dans la hiérarchie par Jean-Yves Kerjean et René Izquierdo. Il joue donc relativement peu durant la saison, mais s'occupe en parallèle du centre de formation du club, tout juste créé, dont il est le premier directeur. Parti une nouvelle fois en 1979, il cède sa place à Michel Beaulieu et termine sa carrière au niveau amateur avec le Drapeau de Fougères et l'UCK Vannes.
En 1990, il revient de nouveau au Stade rennais appelé à un poste de coordinateur technique que lui propose Raymond Keruzoré, devenu entraîneur du club breton. Un poste que Kerbiriou quitte en mai 1991, alors que Keruzoré part lui aussi du Stade rennais.

## Parcours en club
- Jusqu'en 1968 : AS brestoise
- 1968-1975 : Stade rennais
- 1975-1977 : Cormorans sportifs de Penmarc'h
- 1977-1978 : Stade brestois
- 1978-1979 : Stade rennais
- 1979-? : Drapeau de Fougères
- ?-? UCK Vannes